# I Remixed
I Remixed (englisch für „Ich Neuabmischung“) ist das erste Remixalbum des deutschen DJs Felix Jaehn.

## Entstehung und Artwork
Mit Ausnahme der drei Versionen zu Ain’t Nobody (Loves Me Better) wurden alle Stücke des Albums von Felix Jaehn, in Zusammenarbeit mit wechselnden Koautoren, geschrieben. Zumeist treten die Koautoren nur bei vereinzelten Werken auf. Produziert wurden alle Titel durch Jaehn. Teilweise tätigte er die Produktionen alleine und teilweise in Zusammenarbeit mit weiteren Musikproduzenten. Jaehn produzierte die Titel an keinem festen Standort, unter anderem entstanden Stücke in Kopenhagen, London oder Los Angeles, auf dem Laptop an diversen Flughäfen – und auch in Felix’ gerade fertiggestelltem Studio in seinem Heimatdorf an der Ostsee. I Remixed wurde unter den Musiklabels L’Agentur, Universal Music und Virgin Records veröffentlicht.
Auf dem schwarz-weißen Cover des Albums ist – neben Künstlernamen und Liedtitel – ein roter Streifen und Jaehns Gesicht zu sehen. Der Streifen ist mittig angeordnet, zieht sich über das komplette Coverbilde und beinhaltet in weißer Aufschrift das Wort „Remixed“ in sich. Am unteren Ende sind in roter Schrift der Albumtitel sowie der Künstlernamen in ebendiesem eingebettet. Jaehns selbst ist ebenfalls mittig angeordnet. Es handelt sich um das gleiche Porträt wie das, welches auf dem Studioalbum I zu sehen ist. Der Unterschied besteht nur darin, dass diese schwarz-weiß und das Coverbild zu I farbig gehalten ist. Das gleiche Artwork-Konzept findet sich nicht nur auf I, sondern auch auf einigen weiteren Singleauskopplungen wieder. Die Fotografie Jaehns stammt von Jens Koch.

## Veröffentlichung und Promotion
Die Erstveröffentlichung von I Remixed erfolgte am 22. Februar 2018 als Download. Das Album besteht aus 38 beziehungsweise 40 Titeln und beinhaltet Remixversionen, von namhaften DJs wie dem Briten Chris Lake und dem Niederländer Mark Villa, zu Liedern des vorangegangenen Studioalbums I sowie mit Keep Your Head Up eine neue Studioaufnahme. Neben der regulären Ausgabe mit 40 Titeln ist bei iTunes eine Albumversion mit 38 Titeln zu erwerben. Auf dieser fehlen zwei Remixversion zu Eagle Eyes.

## Inhalt
Alle Liedtexte des Albums sind in englischer Sprache verfasst und wurden mit drei Ausnahmen allesamt von Jaehn selbst, in Zusammenarbeit mit wechselnden Koautoren, geschrieben. Musikalisch bewegen sich die Lieder überwiegend im Bereich des Dance-Pops. Das reguläre Album besteht aus 40 Titeln, wobei es sich bei 37 Titeln um eigenen Autorenbeteiligungen und Kompositionen handelt. Ain’t Nobody (Loves Me Better) ist eine Coverversion des Originals der US-amerikanischen Funkband Rufus und Chaka Khan aus dem Jahr 1983.
Vom vorangegangenen Studioalbum I schafften es 19 von 25 Liedern in verschiedenen Remixversion auf das Album. Nicht auf I Remixed schafften es Forever Young, I Do, Jeder für Jeden, Stimme, Cloud 9 (Felix Jaehn Remix), Photograph (Felix Jaehn Remix) und Cheerleader (Felix Jaehn Remix). Mit Keep Your Head Up, einer Zusammenarbeit mit dem französischen Musiker Damien N-Drix, schaffte es eine neue Studioaufnahme auf das Album.
Felix Jaehn selbst wirkt bei allen Stücken lediglich als Instrumentalist und Produzent mit. Gesanglich ist er nur in wenigen Ausnahmen im Hintergrund zu hören, ansonsten werden die Lieder durch die Gastsänger interpretiert. Diese wählt Jaehn nach seinem persönlichen Musikgeschmack aus. Ihn müsse eine Stimme berühren. Wenn sie das tue, vertraue er darauf, dass sie diese Emotionen hoffentlich auch bei ganz vielen anderen Menschen auslösen würde. Tim Schou, der Frontmann der dänischen Indieband A Friend in London, ist als Gastsänger in Millionaire zu hören und offiziell geführt. Darüber hinaus ist er auch als Sänger in Like a Riddle und Feel Good zu hören, wird jedoch nicht als offizieller Gastsänger genannt.

### CD 1
| #  | Titel                                                                      | Autor(en)                                                                                                 | Produzent(en)                                                 | Länge |
| -- | -------------------------------------------------------------------------- | --- | ------------------------------------------------------------- | ----- |
| 1  | Keep Your Head Up (mit Damien N-Drix)                                      | Toby GAD, Felix Jaehn, Walid Ben Merieme, Damien Sibilat, Aliaune Thiam                                   | Felix Jaehn, Damien N-Drix, Adam Trigger                      | 3:00  |
| 2  | Cool (Freekill Remix) (feat. Gucci Mane & Marc E. Bassy)                   | Radric Davis (Gucci Mane), Scott Harris, Felix Jaehn, Jonas Jeberg, Rick Markowitz, Micah Premnath        | Michael Geldreich, Felix Jaehn, Jonas Jeberg                  | 2:43  |
| 3  | Jennie (Adam Trigger & Siks Remix) (feat. Bori & R. City)                  | Felix Jaehn, Mack, Theron Thomas, Timothy Thomas, Thomas Troelsen                                         | Christophe Vitorino De Almeida, Felix Jaehn                   | 3:13  |
| 4  | Don’t Say Love (Vince Remix) (feat. Rothchild)                             | Gunes Ergun, Robert Harvey, Felix Jaehn, Bruce Sigala                                                     | Felix Jaehn                                                   | 2:45  |
| 5  | Honolulu (Chris Meid Remix) (feat. Matluck)                                | Christophe Vitorino De Almeida, Kevin Eagle, Michael Geldreich, Viktoria Hansen, Felix Jaehn, Max Matluck | Felix Jaehn                                                   | 3:03  |
| 6  | Hot2Touch (Nu Aspect Remix) (feat. Alex Aiono & Hight)                     | Tim Deal (Hight), Felix Jaehn, Cass Lowe, Mark Ralph, Thomas Walker                                       | Hight, Felix Jaehn                                            | 3:08  |
| 7  | Like a Riddle (Damien N-Drix Remix) (feat. Adam Trigger & Hearts & Colors) | Steven Bashir, Florent Hugel, Felix Jaehn, Patrik Jean, Aiko Rohd, Adam Trigger                           | Felix Jaehn, Aiko Rohd                                        | 3:56  |
| 8  | Better (Hight Remix) (feat. Clara Mae)                                     | David Bjoerk, Clara Hagman, Felix Jaehn, Walid Ben Merieme, Cassandra Ströberg                            | Felix Jaehn                                                   | 2:49  |
| 9  | On a Body Like You (Provi Remix) (feat. Rachel Salvit)                     | Jenna Andrews, Felix Jaehn, James Nosanow, Rachel Salvit                                                  | Felix Jaehn                                                   | 2:43  |
| 10 | Millionaire (DJ Licious Remix) (feat. Tim Schou)                           | Hitimpulse (Jeremy Chacon, Jonas Kalisch, Henrik Meinke, Alexsej Vlasenko), Felix Jaehn, Mack, Tim Schou  | Felix Jaehn                                                   | 2:51  |
| 11 | Feel Good (Blanee Remix) (feat. Mike Williams)                             | Andrew Bullimore, Nick Gale, Felix Jaehn, Mike Willemsen (Mike Williams)                                  | Felix Jaehn, Mike Willemsen                                   | 3:05  |
| 12 | LOV (Raie Remix) (feat. Andrew Jackson & Sondr)                            | Lorenzo Cosi, Andrew Jackson, Felix Jaehn, Yusekai A. Koi                                                 | Christophe Vitorino De Almeida, Felix Jaehn, Nikodem Milewski | 2:41  |
| 13 | Figure You Out (Tom Ferry Remix)                                           | Karen Harding, Felix Jaehn, Tonino Speciale                                                               | Felix Jaehn                                                   | 2:57  |
| 14 | Last Summer (Consoul Trainin Remix) (feat. Troi Irons)                     | Troi Irons, Felix Jaehn, Jaakko Manninen                                                                  | Felix Jaehn                                                   | 3:25  |
| 15 | Cut the Cord (feat. Patrik Jean)                                           | Felix Jaehn, Patrik Jean, Simone Porter, Aiko Rohd                                                        | Felix Jaehn                                                   | 3:01  |

### CD 2
| #  | Titel                                                                                    | Autor(en)                                                                                                 | Produzent(en)                                                 | Länge |
| -- | ---------------------------------------------------------------------------------------- | --- | ------------------------------------------------------------- | ----- |
| 1  | Ain’t Nobody (Loves Me Better) (Tom & Collins Tech House Remix) (feat. Jasmine Thompson) | David Hawk Wolinski                                                                                       | Felix Jaehn                                                   | 5:13  |
| 2  | Ain’t Nobody (Loves Me Better) (The Dealer Remix) (feat. Jasmine Thompson)               | David Hawk Wolinski                                                                                       | Felix Jaehn                                                   | 3:51  |
| 3  | Ain’t Nobody (Loves Me Better) (Gunes Ergun Remix) (feat. Jasmine Thompson)              | David Hawk Wolinski                                                                                       | Felix Jaehn                                                   | 5:44  |
| 4  | Book of Love (Mr. Belt & Wezol Remix) (feat. Polina)                                     | Polina Goudieva, Jimmy Harry, Felix Jaehn                                                                 | Felix Jaehn                                                   | 4:38  |
| 5  | Book of Love (Phantoms Remix) (feat. Polina)                                             | Polina Goudieva, Jimmy Harry, Felix Jaehn                                                                 | Felix Jaehn                                                   | 4:37  |
| 6  | Bonfire (Chris Lake Remix/Extended Mix) (feat. Alma)                                     | Felix Jaehn, Alma Miettinen, Pascal Reinhardt, Joe Walter                                                 | Hitimpulse, Felix Jaehn                                       | 5:24  |
| 7  | Bonfire (Curbi Remix) (feat. Alma)                                                       | Felix Jaehn, Alma Miettinen, Pascal Reinhardt, Joe Walter                                                 | Hitimpulse, Felix Jaehn                                       | 4:27  |
| 8  | Eagle Eyes (Lucas & Steve Remix) (feat. Linying & Lost Frequencies)                      | Felix Jaehn, Felix De Laet, Lin Ying                                                                      | Felix Jaehn                                                   | 4:37  |
| 9  | Eagle Eyes (Joe Stone Remix) (feat. Linying & Lost Frequencies)                          | Felix Jaehn, Felix De Laet, Lin Ying                                                                      | Felix Jaehn                                                   | 4:50  |
| 10 | Cool (Mark Villa Remix) (feat. Gucci Mane & Marc E. Bassy)                               | Radric Davis, Scott Harris, Felix Jaehn, Jonas Jeberg, Rick Markowitz, Micah Premnath                     | Michael Geldreich, Felix Jaehn, Jonas Jeberg                  | 3:00  |
| 11 | Keep Your Head Up (Extended Version) (mit Damien N-Drix)                                 | Toby GAD, Felix Jaehn, Walid Ben Merieme, Damien Sibilat, Aliaune Thiam                                   | Felix Jaehn, Damien N-Drix, Adam Trigger                      | 4:02  |
| 12 | Cool (Freekill Remix/Extended Version) (feat. Gucci Mane & Marc E. Bassy)                | Radric Davis, Scott Harris, Felix Jaehn, Jonas Jeberg, Rick Markowitz, Micah Premnath                     | Michael Geldreich, Felix Jaehn, Jonas Jeberg                  | 2:53  |
| 13 | Jennie (Adam Trigger, Siks Remix/Extended Version) (feat. Bori & R. City)                | Felix Jaehn, Mack, Theron Thomas, Timothy Thomas, Thomas Troelsen                                         | Christophe Vitorino De Almeida, Felix Jaehn                   | 4:15  |
| 14 | Don’t Say Love (Vince Remix/Extended Version) (feat. Rothchild)                          | Gunes Ergun, Robert Harvey, Felix Jaehn, Bruce Sigala                                                     | Felix Jaehn                                                   | 4:54  |
| 15 | Honolulu (Chris Meid Remix/Extended Version) (feat. Matluck)                             | Christophe Vitorino De Almeida, Kevin Eagle, Michael Geldreich, Viktoria Hansen, Felix Jaehn, Max Matluck | Felix Jaehn                                                   | 4:33  |
| 16 | Hot2Touch (Nu Aspect Remix Extended Version) (feat. Alex Aiono & Hight)                  | Tim Deal, Felix Jaehn, Cass Lowe, Mark Ralph, Thomas Walker                                               | Hight, Felix Jaehn                                            | 4:00  |
| 17 | Better (Hight Remix/Extended Version) (feat. Clara Mae)                                  | David Bjoerk, Clara Hagman, Felix Jaehn, Walid Ben Merieme, Cassandra Ströberg                            | Felix Jaehn                                                   | 3:48  |
| 18 | On a Body Like You (Provi Remix/Extended Version) (feat. Rachel Salvit)                  | Jenna Andrews, Felix Jaehn, James Nosanow, Rachel Salvit                                                  | Felix Jaehn                                                   | 3:42  |
| 19 | Millionaire (DJ Licious Remix/Extended Version) (feat. Tim Schou)                        | Hitimpulse, Felix Jaehn, Mack, Tim Schou                                                                  | Felix Jaehn                                                   | 3:34  |
| 20 | Feel Good (Blanee Remix/Extended Version) (feat. Mike Williams)                          | Andrew Bullimore, Nick Gale, Felix Jaehn, Mike Willemsen                                                  | Felix Jaehn, Mike Willemsen                                   | 3:48  |
| 21 | LOV (Raie Remix/Extended Version) (feat. Andrew Jackson & Sondr)                         | Lorenzo Cosi, Andrew Jackson, Felix Jaehn, Yusekai A. Koi                                                 | Christophe Vitorino De Almeida, Felix Jaehn, Nikodem Milewski | 3:43  |
| 22 | Figure You Out (Tom Ferry Remix/Extended Version)                                        | Karen Harding, Felix Jaehn, Tonino Speciale                                                               | Felix Jaehn                                                   | 4:33  |
| 23 | Last Summer (Consoul Trainin Remix/Extended Version) (feat. Troi Irons)                  | Troi Irons, Felix Jaehn, Jaakko Manninen                                                                  | Felix Jaehn                                                   | 4:27  |
| 24 | Cut The Cord (Extended) (feat. Patrik Jean)                                              | Felix Jaehn, Patrik Jean, Simone Porter, Aiko Rohd                                                        | Felix Jaehn                                                   | 4:22  |
| 25 | Cool (Mark Villa Remix/Extended Version) (feat. Gucci Mane & Marc E. Bassy)              | Radric Davis, Scott Harris, Felix Jaehn, Jonas Jeberg, Rick Markowitz, Micah Premnath                     | Michael Geldreich, Felix Jaehn, Jonas Jeberg                  | 4:02  |

## Singleauskopplungen
Als bislang einzige Single wurde das Stück Keep Your Head Up veröffentlicht. Die Kollaboration mit dem französischen Musiker Damien N-Drix erschien als Einzeldownload am 22. Juni 2018. Am gleichen Tag erschien auch ein Lyrikvideo, dass unter der Mithilfe von der Berliner Medienagentur Hell Studio entstand. Einen Sprung in die offiziellen Singlecharts verfehlte die Singleauskopplung.

## Mitwirkende
Die folgende Liste beinhaltet lediglich die Mitwirkenden der neuen Studioaufnahme Keep Your Head Up. Für eine Auflistung aller weiteren Mitwirkenden siehe die deckungsgleiche Aufstellung zu Mitwirkende von I.
- Walid Ben Merieme: Komponist, Liedtexter
- Josh Cumbee: Gesang
- Damien N-Drix: Musikproduzent
- Toby GAD: Komponist, Liedtexter, Musikproduzent
- Felix Jaehn: Instrumentalist, Komponist, Liedtexter, Musikproduzent
- Nikodem Milewski: Mastering
- Damien Sibilat: Komponist, Liedtexter
- Aliaune Thiam: Komponist, Liedtexter
- Adam Trigger: Abmischung, Musikproduzent

## Charts und Chartplatzierungen
Aufgrund der zu großen Ähnlichkeit zum vorangegangenen Studioalbum I werden die Verkäufe im deutschsprachigen Raum zu ebendiesem hinzuaddiert, sodass I Remixed sich nicht als eigenständiger Tonträger in den offiziellen Hitlisten platzieren kann. In Deutschland konnte I dank der Neuauflage nach zwei Monaten wieder erstmals in die Album Top 100 einsteigen (Platz 91). In Österreich und der Schweiz hatte I Remixed keinen Charteinfluss hingegen. Des Weiteren konnte sich I Remixed mehrere Tage in den deutschen iTunes-Tagesauswertungen platzieren und erreichte am 23. Juni 2018 mit Position 18 seine höchste Notierung.